# Aigialus mangrovis
Aigialus mangrovis är en svampart som beskrevs av Borse 1987. Aigialus mangrovis ingår i släktet Aigialus och familjen Aigialaceae.   Inga underarter finns listade i Catalogue of Life.